# ویوین هایلبرون
ویوین هایلبرون (انگلیسی: Vivien Heilbron؛ زادهٔ ۱۳ مهٔ ۱۹۴۴) بازیگر اهل بریتانیا است. وی دانش‌آموختهٔ آکادمی موسیقی و هنرهای نمایشی لندن است.
از فیلم‌ها یا مجموعه‌های تلویزیونی که وی در آن‌ها نقش داشته‌است، می‌توان به هدف، آدم دزدی، ایست‌اندرز و پوآرو اشاره نمود.